# El Juglar: periódico de teatros
El Juglar: periódico de teatros va ser una publicació sobre temes teatrals feta a Reus el 1843.

## Història
El 1843, segons el periodista i historiador reusenc Gras i Elies, va sortir el primer número d'aquesta publicació, "el primer periódico literario de la ciudad". Es repartia durant els entreactes al Teatre de les Comèdies. Segons Santasusagna, només en van aparèixer tres números, el número 1 el gener de 1843. La iniciativa de la publicació era d'Andreu de Bofarull, la dirigia Pere Gras i Bellvé i n'era col·laborador Marià Fonts. El Juglar va ser la primera publicació de temàtica teatral que va aparèixer a Catalunya. S'imprimia a la Impremta de Josep Generès i tenia caràcter bisetmanal. A la Biblioteca Central Xavier Amorós de Reus es conserva el número 17, del 28 de febrer de 1843. El seu contingut versa sobre les obres programades i es mostra combatiu amb l'empresa del teatre, que vol desprestigiar la publicació, ja que, segons l'empresa, no fa crítiques constructives, sinó negatives de les representacions. Segons Olesti, l'alcalde del moment, Josep Simó Amat, va defensar l'actuació del periòdic en front de l'empresa teatral. Els articles anaven signats amb les sigles dels tres col·laboradors coneguts. Parla també de la interpretació dels actors.
La Biblioteca de Catalunya diu que té al seu catàleg un número, el 14, de 1845.